# Mistrovství Československa jednotlivců na klasické ploché dráze 1954
Mistrovství Československa jednotlivců na klasické ploché dráze 1954 se skládalo z 6 závodů.

## Závody
- Z1 = Krnov - 6. 6. 1954
- Z2 = Brno - 8. 7. 1954
- Z3 = Dolní Čermná - 18. 7. 1954
- Z4 = Mariánské Lázně 25. 7. 1954
- Z5 = Chrudim 5. 9. 1954
- Z6 = Žatec 12. 9. 1954

## Výsledky

### Celkové výsledky
| Pořadí | Jméno           | Klub      | Body | Body celkem |
| ------ | --------------- | --------- | ---- | ----------- |
| 1.     | Hugo Rosák      | Praha     |      | 21          |
| 2.     | Jan Lucák       | Praha     |      | 20          |
| 3.     | Rudolf Havelka  | Pardubice |      | 15          |
| 3.     | Miloslav Špinka | Pardubice |      | 15          |

### 1. závod Krnov - 6. června 1954
| Pořadí | Jméno           | Klub      | Body | Body celkem |
| ------ | --------------- | --------- | ---- | ----------- |
| 1.     | Hugo Rosák      | Praha     |      | 5           |
| 2.     | Jan Lucák       | Praha     |      | 4           |
| 3.     | Miloslav Špinka | Pardubice |      | 3           |
| 4.     | Rudolf Havelka  | Pardubice |      | 2           |
| 5.     | František Fiala | Praha     |      | 1           |

### 2. závod Brno - 8. července 1954
| Pořadí | Jméno          | Klub      | Body | Body celkem |
| ------ | -------------- | --------- | ---- | ----------- |
| 1.     | Rudolf Havelka | Pardubice |      | 5           |
| 2.     | Hugo Rosák     | Praha     |      | 4           |
| 3.     | Jan Lucák      | Praha     |      | 3           |
| 4.     | Josef Kysilka  | Praha     |      | 2           |

### 3. závod Dolní Čermná - 18. července 1954
| Pořadí | Jméno            | Klub  | Body | Body celkem |
| ------ | ---------------- | ----- | ---- | ----------- |
| 1.     | Hugo Rosák       | Praha |      | 5           |
| 2.     | Jan Lucák        | Praha |      | 4           |
| 3.     | Karel Kadlec     | Plzeň |      | 5           |
| 4.     | Václav Stanislav | Kolín |      | 3           |
| 5.     | Alois Pavlíček   |       |      | 1           |

### 4. závod Mariánské Lázně - 25. července 1954
| Pořadí | Jméno            | Klub      | Body | Body celkem |
| ------ | ---------------- | --------- | ---- | ----------- |
| 1.     | Jan Lucák        | Praha     |      | 5           |
| 2.     | Václav Stanislav | Kolín     |      | 4           |
| 3.     | Miloslav Špinka  | Pardubice |      | 3           |
| 4.     | Rudolf Havelka   | Pardubice |      | 2           |
| 5.     | Hugo Rosák       | Praha     |      | 1           |

### 5. závod Chrudim - 5. září 1954
| Pořadí | Jméno           | Klub      | Body | Body celkem |
| ------ | --------------- | --------- | ---- | ----------- |
| 1.     | Miloslav Špinka | Pardubice |      | 5           |
| 2.     | Rudolf Havelka  | Pardubice |      | 4           |
| 3.     | Jan Lucák       | Praha     |      | 3           |
| 4.     | Hugo Rosák      | Praha     |      | 2           |

### 6. závod Žatec - 12. září 1954
| Pořadí | Jméno            | Klub      | Body | Body celkem |
| ------ | ---------------- | --------- | ---- | ----------- |
| 1.     | Hugo Rosák       | Praha     |      | 5           |
| 2.     | Miloslav Špinka  | Pardubice |      | 4           |
| 3.     | Rudolf Havelka   | Pardubice |      | 3           |
| 4.     | Václav Stanislav | Kolín     |      | 2           |
| 5.     | Karel Kadlec     | Plzeň     |      | 1           |

Body za umístění ve finálové jízdě
1. místo – 5 bodů
2. místo – 4 body
3. místo – 3 body
4. místo – 2 body
5. místo – 1 bod